# ケルン語
ケルン語またはケルン方言（ドイツ語: Kölsche Sprache、英: Colognian language）は、ドイツ語の地域言語または方言である。
ケルン周辺の言語で、分類としては近隣のボンなどのラインラント地方一帯で話される中部ドイツ語に属するリプアーリ語の一言語に含まれる。

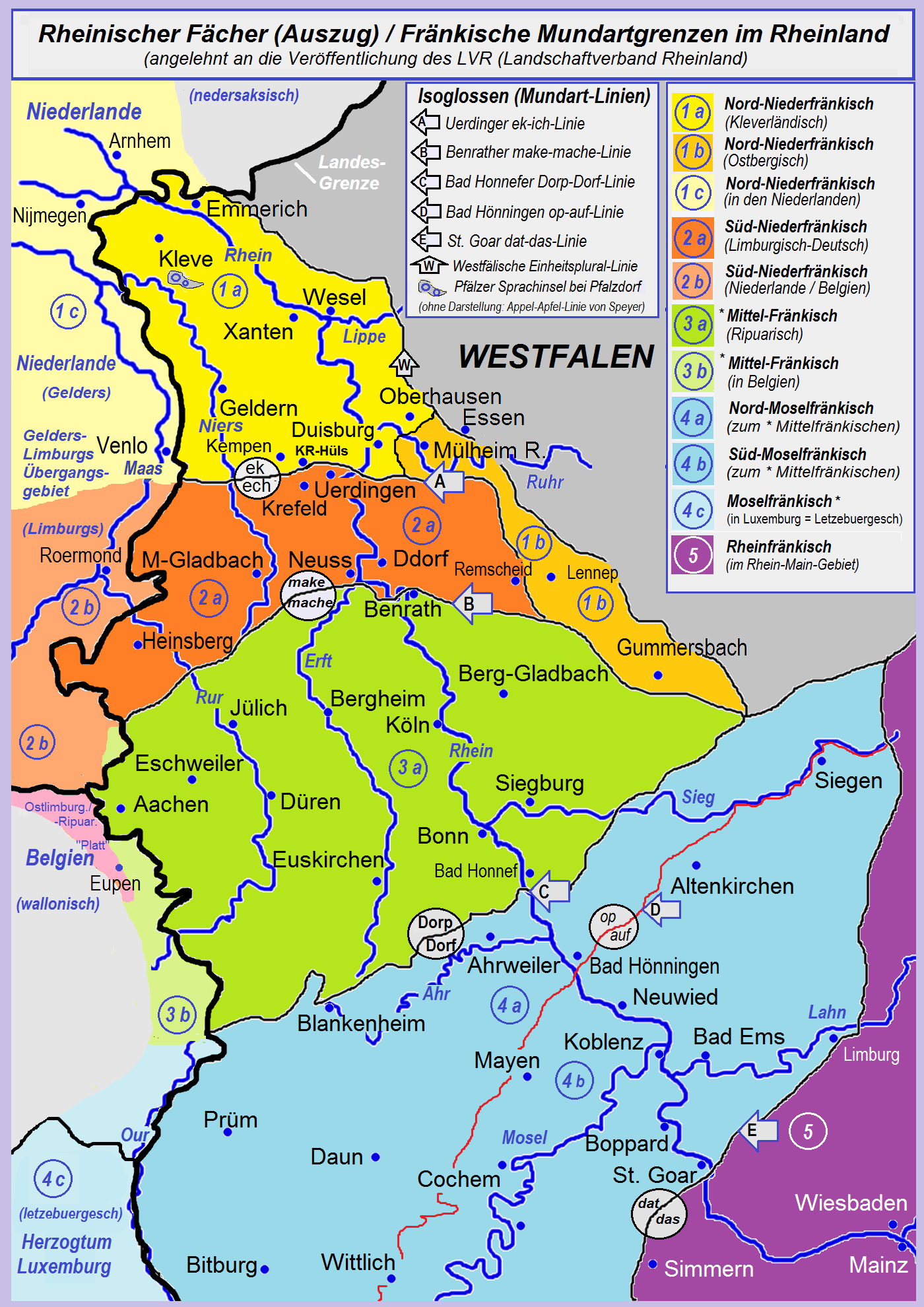
中部フランケン諸語（Mittelfränkisch）

## 言語名別称
- Kölsch
- Colognian
- ケルシュ方言